# Julius Arnoldt
Pour les articles homonymes, voir Arnoldt.

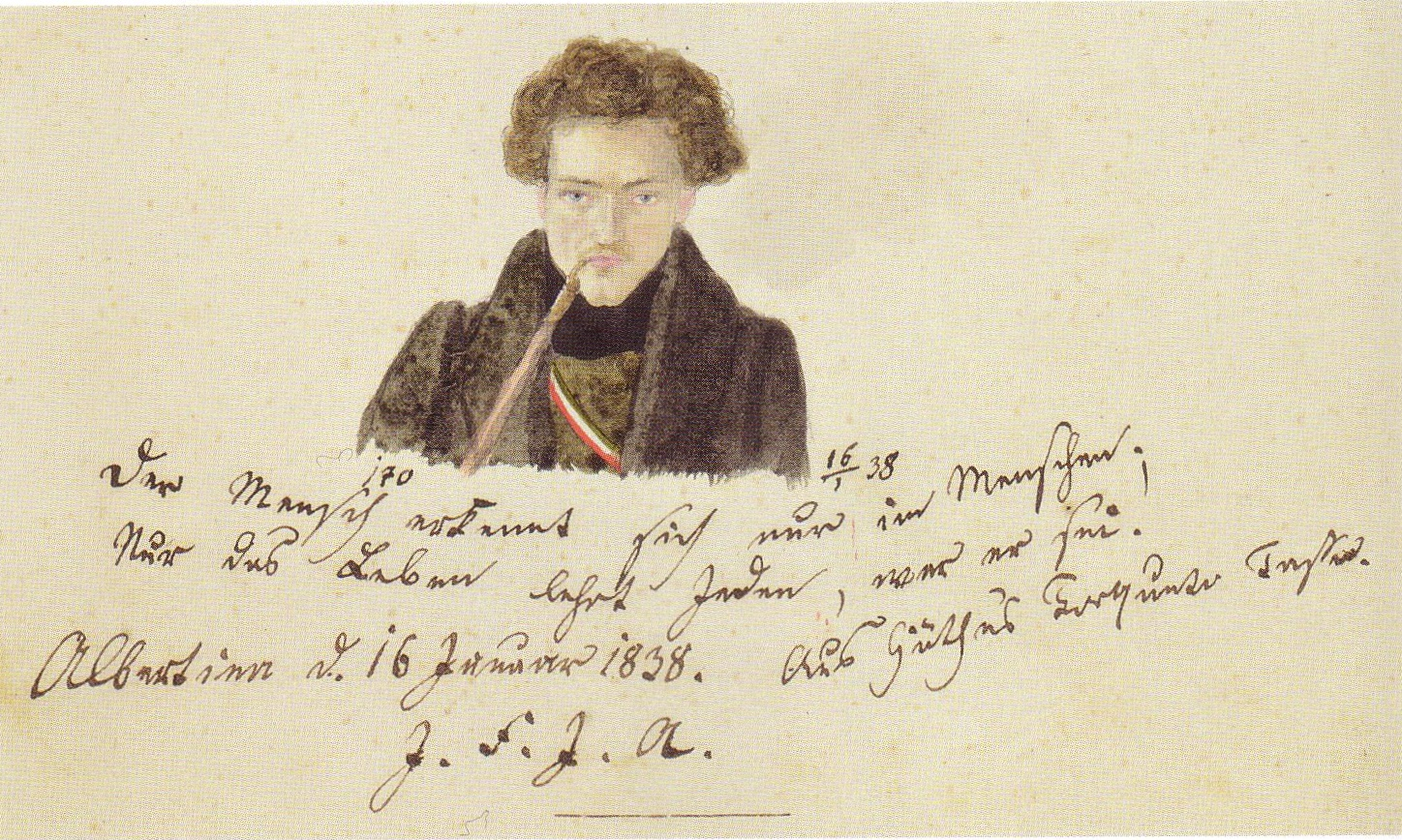
Julius Arnoldt (1838) : L'homme ne se reconnaît que dans l'homme. Seule la vie apprend à chacun qui il est ! Albertine D. 16 janvier 1838. Du Torquato Tasso de Göthe, JFJA

Johann Friedrich Julius Arnoldt (né le 21 mars 1816 à Wehlau et mort le 11 août 1892 à Rauschen) est un philologue prussien et professeur de lycée en Prusse-Orientale.

## Biographie
Le père d'Arnoldt, Friedrich Wilhelm Arnoldt (1789-1855), est le second prédicateur de l'église Saint-Jacques de Wehlau (de). La mère Johanna Arnoldt née Hildebrand est morte de la fièvre infantile après la naissance de Julius. Le père se marie une seconde fois avec Johanna Romansky de Wehlau. Un demi-frère est le chercheur kantien Emil Arnoldt (de). En 1822, son père prend le poste de curé à Plibischken (de) et la famille déménage. Arnoldt étudie à l'école Frédéric de Gumbinnen jusqu'à ce qu'il obtienne son diplôme d'études secondaires à la Saint-Michel 1834. Il étudie la philologie et l'histoire à l'Université de Königsberg. La même année, il rejoint le Corps Littuania. Il assiste aux conférences de Christian August Lobeck et Friedrich Wilhelm Schubert. Une aquarelle de son portrait d'étudiant est conservée dans les Feuilles de mémoire.
Après avoir obtenu son diplôme de la Facultas Docendi, il passe quelques années à Königsberg où il travaille à l'école privée de Castell et réussit l'examen d'enseignant principal à l'été 1842. Il termine son année probatoire au lycée de la vieille ville. En 1843, il obtient un doctorat. La même année, il est professeur au Collège Fridericianum de Königsberg, de Pâques à Saint-Michel. Depuis le jour de l'An 1844, dans son lycée natal de Gumbinnen, il est employé comme professeur adjoint à l'automne de la même année. En 1844, Arnoldt épouse Emilie Hilbert, fille du juge privé Hilbert de Königsberg. Ils ont deux fils, Richard et Oswald. Richard Arnoldt (de) suit les traces philologiques classiques de son père et devient directeur du lycée Christianeum d'Altona. Oswald devient ingénieur civil à Berlin. À Noël 1849, Arnoldt prend la troisième place. professeur principal et est promu le 14 novembre 1856 professeur de lycée. Le 12 octobre 1861, Arnoldt est nommé directeur du lycée. Ses étudiants comprennent le géographe Heinrich Ferdinand Matzat, le philologue classique Arthur Ludwich (de), l'indologue Carl Cappeller et le théologien Georg Heinrici (de). Arnoldt prend sa retraite à Pâques 1883.

## Honneurs

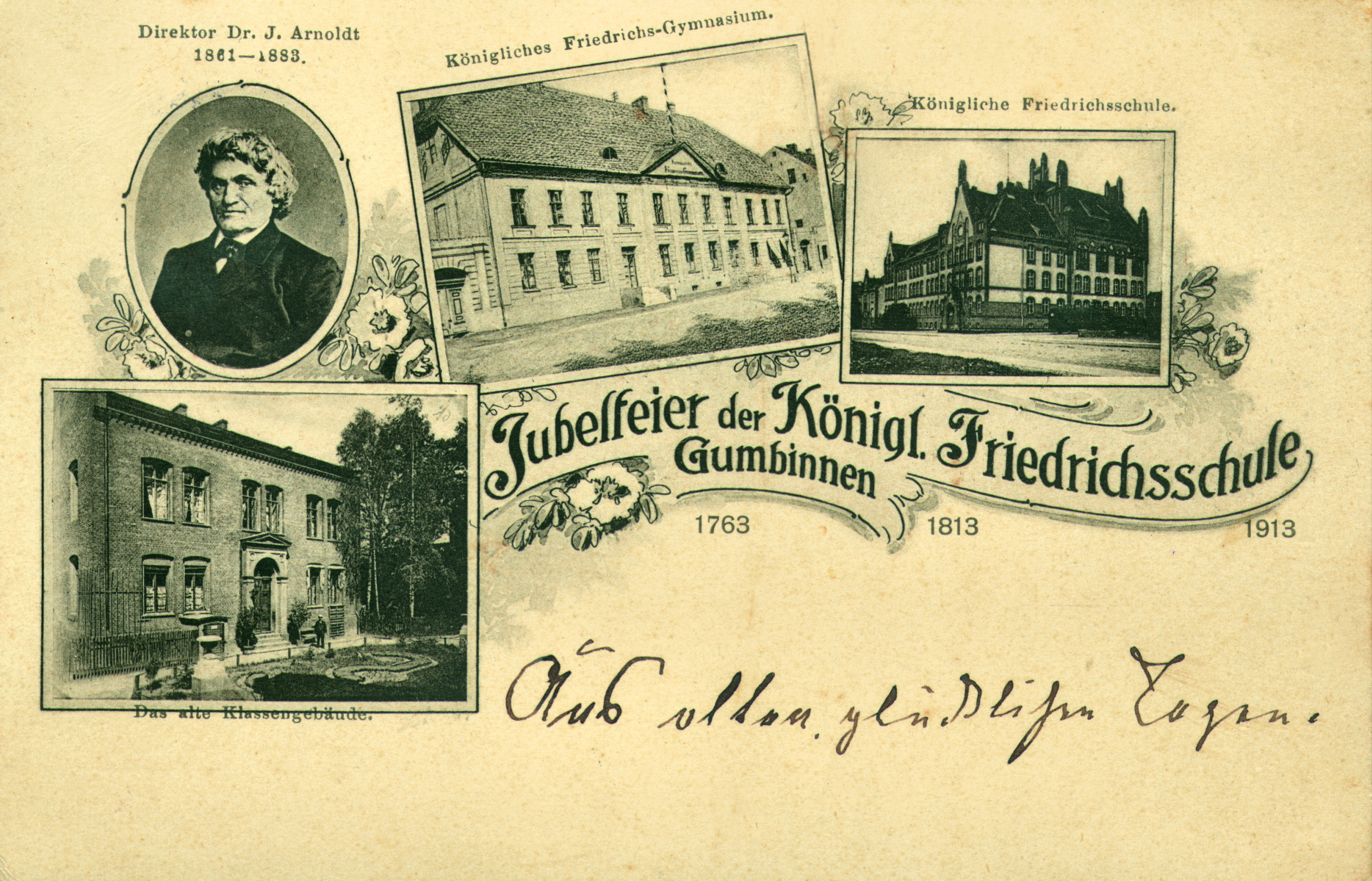
Carte postale pour le 150e anniversaire de l'école royale Frédéric de Gumbinnen (1763-1913)

- Caractère en tant que conseiller du gouvernement privé
- Ordre de l'Aigle rouge de 3e classe avec boucle

## Publications
- De Athana rerum Sicularum scriptores. Gumbinnen, 1846[8] (Digitalisat)
- Über die Quellen zu Timoleons Leben. Gumbinnen, 1848[8] (Digitalisat)
- Timoleon, eine biographische Darstellung. Stenzel, Gumbinnen, 1850
- De Historiis Timaei oponium ab editore Parisino conceptarum refutatio. Gumbinnen, 1851[8] (Digitalisat)
- Friedrich August Wolf – 1. Zum Lektions- und Stundenplan gelehrter Schulen, 2. Von der Unterrichtsfolge und dem grammatischen und lexikologischen Unterricht in den beiden gelehrten Sprachen. Gumbinnen, 1856[8] (Digitalisat)
- Friedrich August Wolf in seinem Verhältnis zum Schulwesen, 2 Volumes. Brunswick, 1861/1862
- Beiträge zur Geschichte des Schulwesens in Gumbinnen